# Barbakan w Bieczu
Barbakan w Bieczu – gotycka w założeniu budowla, istniejąca niegdyś na południowo-zachodnim obrzeżu Starego Miasta w Bieczu, na przedpolu Bramy Górnej, tuż przy wylocie dzisiejszej ulicy Węgierskiej do ulicy Grunwaldzkiej. Obecnie w postaci trwałej ruiny – zachowane jedynie fundamenty i przyziemie.

## Historia
Historia owej budowli zaczyna się być może już w XV wieku. Na przełomie XVI i XVII wieku okazało się potrzebne wzmocnienie Bramy Górnej – głównej bramy do znaczącego wówczas miasta. Bramę tę przebudowano całkowicie w latach 1584-1610 i wtedy również powstał barbakan w znanej nam postaci. Na sztychu Brauna i Hogenberga z 1617 roku widać podobiznę bieckiego barbakanu po odbudowaniu spowodowanym zniszczeniem z 1601 roku. Budowla została zniszczona ponownie ok. 1657 roku, kiedy to Szwedzi najechali miasto. Destrukcji dopełnił zapewne wielki pożar miasta w 1756 r. Podczas przebudowy drogi dokonanej przez rząd austriacki w latach 1790-1794 zrujnowana i niepotrzebna już budowla została ostatecznie rozebrana. Sztych z 1617 roku jest więc jedynym wizerunkiem miasta, na którym widać biecki barbakan.
Przez blisko 300 lat fundamenty barbakanu przeleżały pod ziemią. Odkryto je dopiero podczas remontu skrzyżowania ulic w pobliżu obiektu w 1964 r. W trakcie prowadzonych badań archeologicznych w korycie dawnej fosy znaleziono m.in. kilka kamiennych kul armatnich (obecnie w zbiorach miejscowego Muzeum). W 1971 r. fundamenty barbakanu zostały zakonserwowane: odsłonięto i uwidoczniono ich zarys w terenie oraz nadbudowano zmurszałe fragmenty.
Pozostałości całego założenia obronnego składają się z fundamentów kolistego barbakanu o średnicy zewnętrznej blisko 13 m oraz łukowato wygiętej tzw. szyi, długości ok. 22 m i szerokości 8-9 m, łączącej niegdyś barbakan z właściwą bramą. Wewnątrz szyi, między jej murami, biegła droga do miasta. Ponad dawną fosą szyja przechodzi sklepionym mostkiem.